# Ochozias (Juda)
Pour les articles homonymes, voir Ochozias.
Ochozias ou Achazia, en hébreu אֲחַזְיָהוּ (ʾĂḥazyāhû), en grec ᾿Οχοζίας (Ochozias), en latin Ahazias), fils de Joram et d'Athalie est selon la Bible un roi de Juda. Il règne durant un an, au milieu du IXe siècle av. J.-C. La Bible le présente comme un roi impie. Il ne doit pas être confondu avec son parent Ochozias, roi d'Israël.

## Nom et traductions
Dans le texte en hébreu et dans la Vulgate, le fils et successeur de Joram sur le trône de Juda est appelé principalement Achazia. Il est nommé Joachaz en 2 Chroniques 21,17 et en 2 Chroniques 25,23, nom dans lequel les deux éléments de son nom sont inversés (la racine « aḥz » et les éléments théophores  yāhû/yĕhô), produisant le nom יְהוֹאָחָז (yĕhôʾāḥāz) (Joachaz)  à la place de אֲחַזְיָהוּ (ʾăḥazyāhû) (Achazia),. Le nom déformé Azaria, en hébreu עֲזַרְיָהוּ (ʿĂzaryāhû), figure dans en 2 Chroniques 22,6. Dans la Septante, il est nommé Ochozias sauf en 2 Chroniques 25,23, où il est nommé Joachaz (᾿Ιωάχαζ (Iôachaz)) comme en hébreu.

Les traductions en langues vernaculaires suivent tantôt l'hébreu, tantôt le grec. Certaines l'appellent uniquement Ochozias ou Achazia ou Ahaziah.

## Dans la Bible
Dans la Bible, la vie d'Ochozias est racontée dans le Deuxième livre des Rois. Ochozias est le fils de Joram, descendant du roi David, et d'Athalie, de la maison israélite d'Omri. Selon le Chroniste, sous le règne de son père, des envahisseurs philistins et arabes massacrèrent ses frères, tous plus âgés que lui. La mère de son fils Joas s'appelait Tsibya (en), et était originaire de Beersheba, : on peut supposer qu'elle était son épouse.
Il accéda au trône à l'âge de 22 ans. Sa mère et sa famille maternelle semblent avoir eu une certaine influence sur lui. Il maintint l'alliance avec Israël qui avait été conclue lors du mariage de ses parents, et favorisa le culte de Baal. 
Il rejoignit son parent Joram, roi d'Israël, dans une expédition contre Hazaël, roi de Damas, mais ils furent battus. Joram, blessé dans la bataille de Ramoth en Galaad, se retira à Jezreël pour y être soigné. Lorsque Ochozias vint pour lui rendre visite, il fut pris dans la révolution de palais durant laquelle Jéhu prit le pouvoir et mit à mort Joram. Selon le Deuxième livre des Rois, Ochozias fuit, mais il fut blessé et parvint à Megiddo, où il mourut, et d'où ses serviteurs transportèrent son corps à Jérusalem pour y être inhumé avec ses ancêtres. Mais selon le Chroniste, Ochozias s'enfuit à Samarie, où il fut capturé et où Jéhu lui-même l'exécuta ; il ne put être enterré à Jérusalem qu'en mémoire des mérites de son grand-père Josaphat. 
Le décès d'Ochozias fut accompagné du massacre de toute sa famille, par Jéhu et par sa mère Athalie, qui lui succéda. Seul Joas fut sauvé par la sœur d'Ochozias Josheba et son mari le grand-prêtre Joad, et régna après Athalie.
Ochozias est un des seuls rois de Juda qui soit omis dans la généalogie de Jésus selon Matthieu.

## L'inscription de Tel Dan

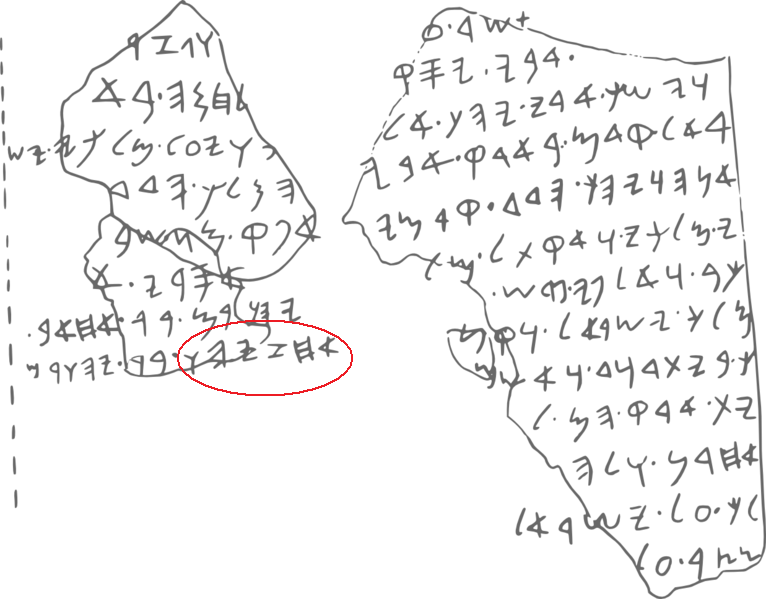
Le nom d'Ochozias (aḥzyhu) reconstruit sur la stèle de Tel Dan (ne figure sur la stèle que les lettres [...]yhu)

Il est généralement admis que le nom d'Ochozias apparaît partiellement sur la stèle de Tel Dan, datée du VIIIe ou IXe siècle av. J.-C. (avant -733) et dont des fragments ont été découverts en 1993 et 1994 dans le nord d'Israël. L'auteur de l'inscription sur cette stèle a affirmé avoir tué un roi « de la maison de David » et un roi d'Israël, vraisemblablement les rois Ochozias et Joram. L'auteur le plus probable de ce monument est le roi araméen Hazaël. Or selon la Bible, ces deux rois ont été tués par Jéhu, même si ce coup d'état eut lieu dans lors d'une guerre entre eux et Hazaël. Mais, bien que l'inscription soit un témoignage contemporain de cette époque, il est possible que, pour diverses raisons, un roi se soit attribué cette victoire. Aujourd'hui on ne sait pas si c'est Jéhu qui a tué les deux rois, comme la Bible le rapporte, ou Hazaël.

## Chronologie
Comme de nombreuses dates concernant les personnages bibliques de cette époque, celles-ci sont approximatives, et peuvent faire l'objet de débats entre exégètes.
Ochozias aurait régné en -842 (Albright), en -841 (Thiele), ou de -843 à -842 (Galil).
Leslie McFall a suggéré une corégence entre Ochozias et son père Joram, due à la maladie de ce dernier, contractée un an avant sa mort. Cette hypothèse est cohérente avec la gravité de la maladie de Joram, et expliquerait la contradiction entre 2 Rois 8,25 et 2 Rois 9,29. Selon la première de ces références, le règne d'Ochozias aurait débuté la douzième année du règne de Joram, quand la deuxième le fait débuter la onzième année du même règne. La première référence renverrait donc au début du règne solitaire, et la deuxième au début de la corégence. De son côté, Edwin Thiele explique cette contradiction par un changement de méthode de calcul des durées de règne dans le royaume de Juda. L'hypothèse de McFall amènerait à réduire à quelques mois la durée de règne solitaire d'Ochozias.